# Cat Napping
«Кошачья дрема» (англ. Cat Napping) — 62-й эпизод мультсериала Том и Джерри, вышедший 8 декабря 1951 года.

## Сюжет
Однажды после обеда Том решил отдохнуть в гамаке. Выйдя во двор со стаканом сока, радио, подушкой и газетой, Том садится на гамак, в котором уже лежит Джерри и спит. Тому это не нравится, он отцепляет один конец гамака, и Джерри скатывается в пруд. В это время Том лежит и пьёт сок. Сердитый, Джерри переворачивает гамак, отчего у Тома стакан с соком застрял в голове.
Затем Том встряхивает гамак, и Джерри улетает, но приземляется в птичье гнездо, по которому он катится вниз по дереву и возвращается на гамак. Не успел Том прилечь, как снова слышит храп Джерри и убеждается, что он снова лежит в гамаке. Далее Том кладёт Джерри на шпатель и замечая проходящую мимо колонну муравьёв, кладёт его на них, заставляя Джерри проснуться, когда он ударяется головой о спринклер. Затем Джерри использует стул и грабли, чтобы направить муравьёв на гамак, у которого от вибрации отсоединился конец и он вместе с Томом свернулся в трубочку.
Том привязал гамак на место, но на этот раз очень осторожен. Тем временем Джерри замечает лягушку, сидящую на лилии в пруду, и пинает её в напиток Тома. Ничего не подозревающий кот проглотил лягушку, когда отпил из стакана. Лягушка прыгает в теле Тома, заставляя его впрыгнуть в пруд и Джерри снова оказывается в гамаке. Том преследует Джерри, но тот заводит газонокосилку и кот убегает от неё, но застревает в гамаке, когда косилка врезается в него, превращая Тома в бумажную куклу.
Том ложится спать с бейсбольной битой, но Джерри зацепляет гамак с веревкой, прикреплённой к колодцу, и режет её, посылая Тома в воздух. Том, все ещё спящий, просыпается, когда видит самолёт и чайку, прежде чем упасть в океан и разломаться. Когда Том прибегает домой, Джерри заманивает Спайка на гамак с костью, заставляя Тома, не подозревая, свернуть его и ударить несколько раз. Том вытаскивает собачий ошейник и пытается представить, кому он принадлежит. Джерри он явно не подошёл, учитывая рост мышонка. Том впадает в ужас, когда догадывается, что ошейник может принадлежать Спайку. Затем тот появляется из-под гамака, очень разъярённый. Том пытается убежать, но пёс догоняет и избивает его. В конце Спайк лежит на гамаке и пинает Тома по заду в то время, как он обмахивает листом спящего Джерри.

## Факты
- Это одна из серий, где вообще нет людей.
- Колонна муравьёв появится ещё в серии «Pup on a Picnic» (1955) и «Barbecue Brawl» (1956).